# Routes E8x
Pour un article plus général, voir Route européenne.
Les Routes européennes de type 8x[C'est-à-dire ?] ont été définies dans l'Accord européen sur les grandes routes de trafic international.

## Description
Les routes repères et les routes intermédiaires, dites de catégorie A, sont numérotées avec deux chiffres.
Les routes repères orientées nord-sud reçoivent des numéros se terminant par 5, croissant de l’ouest vers l’est. La route repère de cette série est la route E85.
Les routes repères orientées ouest-est reçoivent des numéros se terminant par 0 croissant du nord au sud. La route repère de cette série est la route E80.
Les routes intermédiaires reçoivent respectivement des numéros impairs et pairs compris entre les numéros des routes repères entre lesquelles elles se trouvent. Les routes de catégorie B reçoivent des numéros à trois chiffres dont le premier est celui de la route repère la plus proche située au nord de la route B considérée et le deuxième celui de la route repère la plus proche située à l’ouest de la route B considérée, le troisième chiffre étant un numéro d’ordre.

## Routes de classe A

### Routes nord-sud
| Routes E | Trajet                                                 | Itinéraire elbruz.org | Remarques    |
| -------- | ------------------------------------------------------ | --------------------- | ------------ |
| E 81     | Mukachëvo (UA) - Halmeu - Piteşti (RO) - Bucarest (RO) | E81                   | (*)          |
| E 83     | Byala - Sofia (BG)                                     | E83                   | -            |
| E 85     | Klaipėda (LT) - Alexandroúpoli (GR)                    | E85                   | Route repère |
| E 87     | Tulcea (RO) - Eceabat (TR) - Asie                      | E87                   | -            |
| E 89     | Gerede (TR) - Ankara (TR)                              | E89                   | -            |

(*) Voir ci-dessous dans la section « amendement(s) »

### Routes ouest-est
| Routes E | Trajet                              | Itinéraire elbruz.org | Remarques    |
| -------- | ----------------------------------- | --------------------- | ------------ |
| E 80     | Lisbonne (P) - Istanbul (TR) - Asie | E80                   | Route repère |
| E 82     | Porto (P) - Tordesillas (E)         | E82                   | -            |
| E 84     | Keşan - Silivri (TR)                | E84                   | -            |
| E 86     | Kristalopigí - Géfira (GR)          | E86                   | -            |

## Routes de classe B
| Routes E | Trajet                                                 | Itinéraire elbruz.org | Remarques |
| -------- | ------------------------------------------------------ | --------------------- | --------- |
| E 801    | Coimbra (P) - Verín (E)                                | E801                  | -         |
| E 802    | Bragance (P) - Ourique (P)                             | E802                  | -         |
| E 803    | Salamanque (E) - Séville (E)                           | E803                  | -         |
| E 804    | Bilbao (E) - Saragosse (E)                             | E804                  | -         |
| E 805    | Famalicão (P) - Chaves (P)                             | E805                  | -         |
| E 806    | Torres Novas (P) - Guarda (P)                          | E806                  | -         |
| E 821    | Rome (I) - San Cesareo (I)                             | E821                  | -         |
| E 840    | Sassari (I) - Olbia - Civitavecchia (I)                | -                     | (*)       |
| E 841    | Avellino (I) - Salerne (I)                             | E841                  | -         |
| E 842    | Naples (I) - Canosa di Puglia (I)                      | E842                  | -         |
| E 843    | Bari (I) - Tarente (I)                                 | E843                  | -         |
| E 844    | Spezzano Albanese (I) - Sibari (I)                     | E844                  | -         |
| E 846    | Cosenza (I) - Crotone (I)                              | E846                  | -         |
| E 847    | Sicignano degli Alburni (I) - Metaponto (Bernalda) (I) | E847                  | -         |
| E 848    | Sant'Eufemia Lamezia (I) - Catanzaro (I)               | E848                  | -         |
| E 851    | Petrovac (SCG) - Pristina (SCG) via Albanie            | E851                  | -         |
| E 852    | Ohrid (MK) - Frontière albanaise                       | E852                  | -         |
| E 853    | Ioánnina (GR) - Frontière albanaise                    | E853                  | -         |
| E 871    | Sofia (BG) - Kumanovo (MK)                             | E871                  | -         |

(*) Voir ci-dessous dans la section « amendement(s) »

## Amendement(s): extension ou modification du réseau
- E 81 : extension (début) Mukachëvo (UA) - Halmeu (RO) et extension (fin) - Piteşti - Bucarest (RO)
- E 840 : nouvelle route Sassari - Olbia - Civitavecchia (intersection avec E80) (I)

Suivant amendements à l'accord européen sur les grandes routes de trafic international (doc. TRANS/SC.1/2001/3 du 20/07/2001 et TRANS/SC.1/2002/3 du 09/04/2002)
La route E89 concerne un itinéraire en Asie.